# 3624 Mironov
A 3624 Mironov (ideiglenes jelöléssel 1982 TH2) a Naprendszer kisbolygóövében található aszteroida. Ljudmilla Vasziljevna Zsuravljova fedezte fel 1982. október 14-én.